# Federación de Fútbol de Bangladés
La federación de fútbol de Bangladés (en bengalí: বাংলাদেশ ফুটবল ফেডারেশন) o BFF es la organización máxima del fútbol en Bangladés. Esto controla los equipos de la gente, tanto para mujeres como para hombres y supervisa todos los aspectos del fútbol del país. El BFF está ubicado en Bhaban Motijheel, Daca, cerca del Estadio Nacional de Bangladés.

## Historia
La federación fue fundada el 15 de julio de 1972, por el catedrático Md. Yousuf Ali. Yousuf Ali presidió la asociación a Abul Hashem de Club Wari como secretario general.
Se afiló a la AFC y a la FIFA en 1973 y 1974, respectivamente. El BFF siguió la Liga Dhaka De fútbol que comenzó en 1948, después de la independencia de Bangladés. Esto ganó mucho apoyo por lo que se crearon las primeras, segundas y terceras divisiones entre los clubes.